# Примара (фільм, 2001)
Примара (англ. The Ghost) — американський бойовик 2001 року.

## Сюжет
Чарівна Джинг — безжалісна вбивця, віддана китайському клану Тонг. Виконуючи секретну місію в Лос-Анжелесі, вона зустрічається з одним із зрадників клану. Два професійних вбивці починають смертельний поєдинок.

## У ролях
- Джулі Лі — Цзин
- Майкл Медсен — Ден Олінгхауз
- Кері-Хіроюкі Тагава — Чанг
- Річард Хетч — Едвард
- Майкл Пол Чан — інспектор Ву
- Джеймс Хонг — прийомний батько Цзин
- Луїс Херт — Браунер
- Бред Хант — Сінк
- Джордж Чунг
- Бред Дуріф — лейтенант Герланд
- Наталі Енн Андерсон — дівчина в барі
- Тоді Бернард — сержант Казінські
- Лоренцо Келлендер — підліток
- Джинн Чінн — подруга Чанга
- Лана Корбі — репортер
- Тім Калбертсон — поліцейський 2
- Деббі Ентін — повія / таємний поліцейський
- Хуан Гарсія — Магер 2
- Ненсі Хочман — секретар Олінгхауза
- Кевін Хант — Магер 1
- Ван Джозеф — бармен Будро
- Люк Лафонтейн — Магер 3
- Майкл К. Лі — бандит
- Аль Леонг — бандит 2
- Сідні С. Ліуфау — бандит 1
- Лорі Лайвлі — Доріс
- Хо Ло — офіцер 1
- Метт МакКензі — поліцейський 1
- Філіп МакКаун — репортер
- Роберт Мортімер — Решкі
- Мелані Пол — подруга Чанга
- Білл Сайто — власник магазину
- Генрі Смоллз — Генрі